# Maria Königin der Engel (Stankowice)
Die Kirche Maria Königin der Engel ist eine römisch-katholische Kirche in Stankowice (deutsch Rengersdorf) in der Stadt- und Landgemeinde Leśna im Powiat Lubański der Woiwodschaft Niederschlesien in Polen. Die Kirche ist Filiale der Pfarrkirche St. Johannes der Täufer in Leśna (Marklissa).

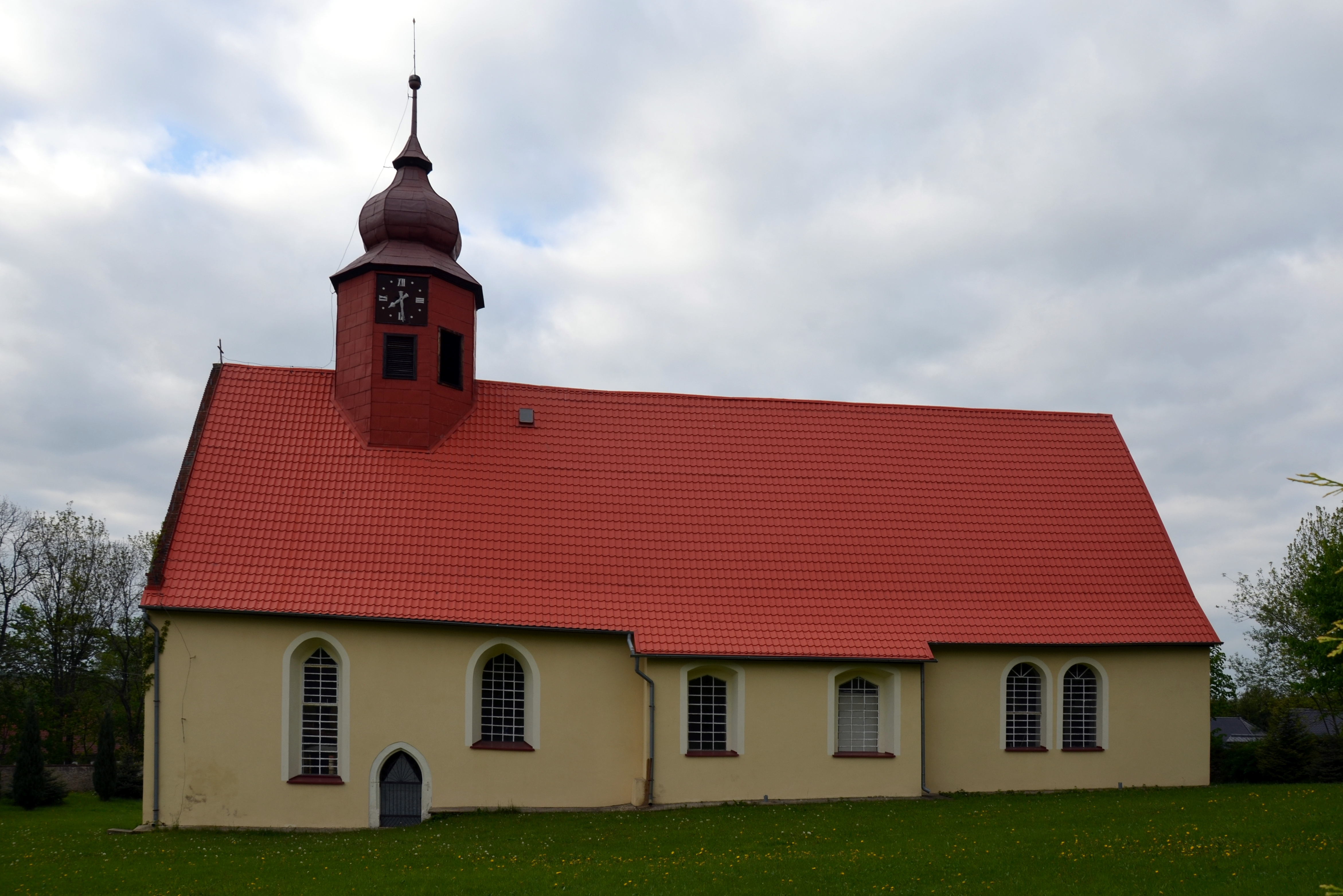
Kirche Stankowice

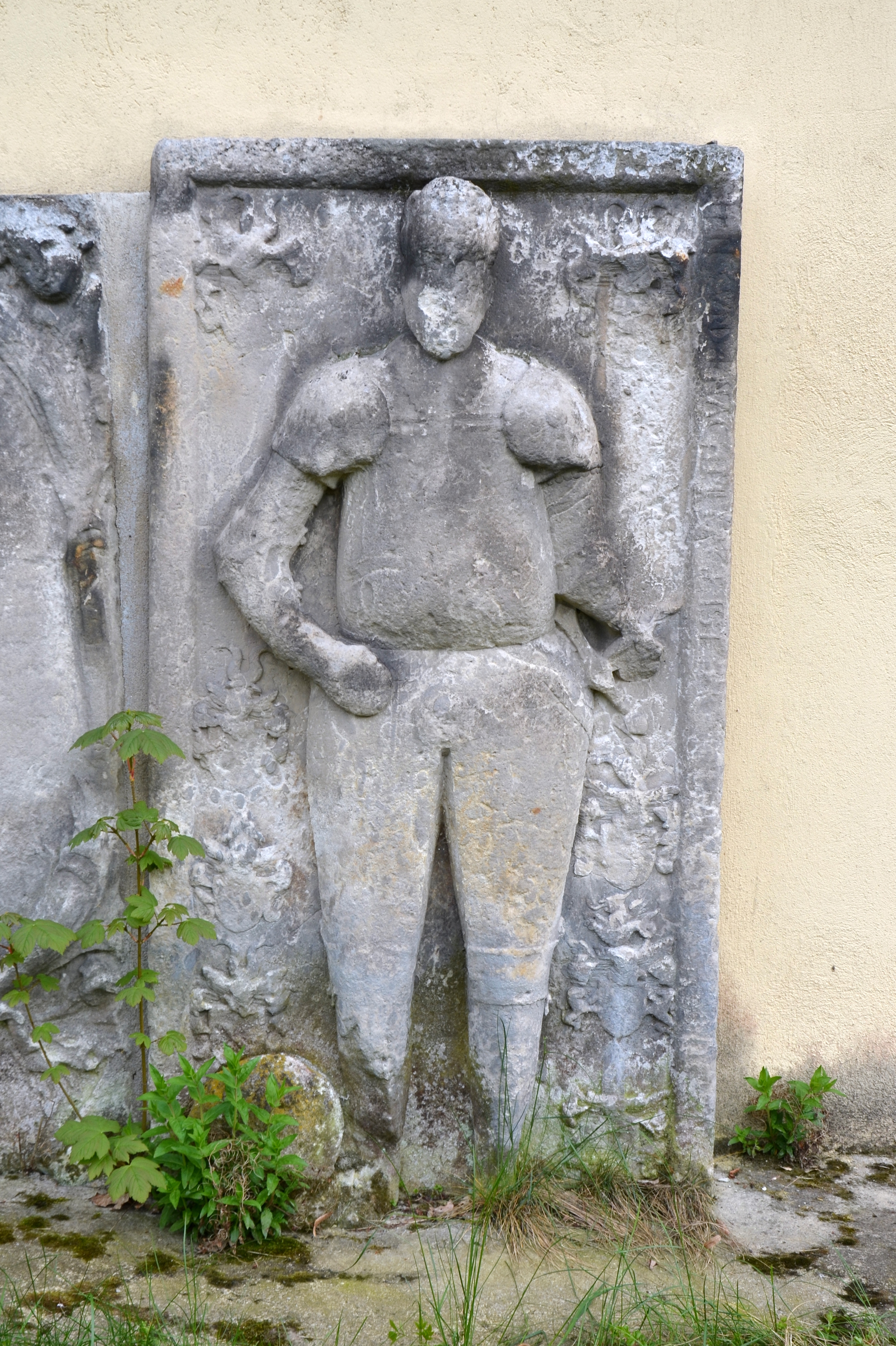
Grabplatte an der Außenmauer

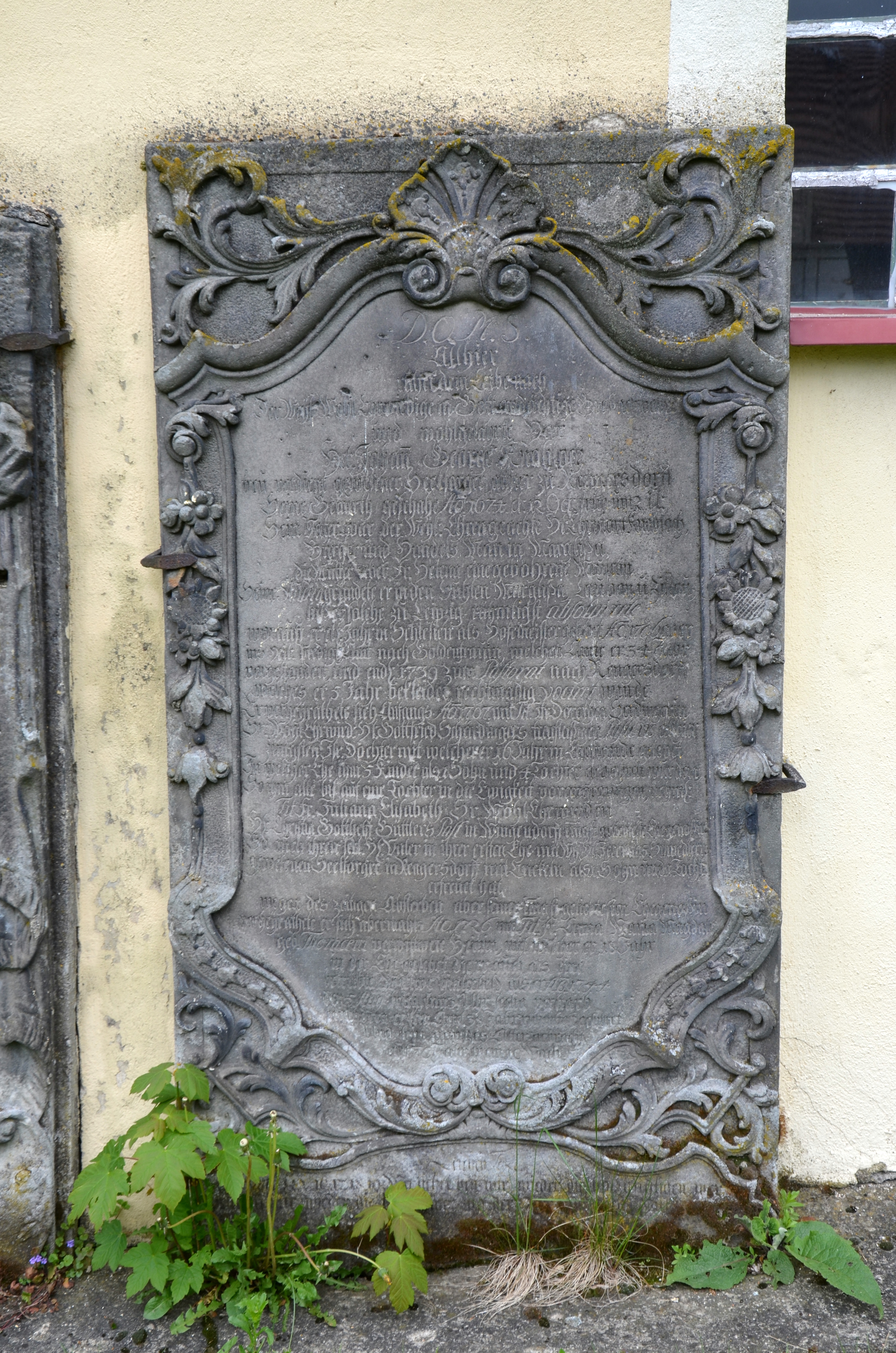
Epitaph an der Außenmauer

Erstmals erwähnt wurde eine Kirche in Rengersdorf im Jahre 1346. Infolge der Reformation diente sie ab 1536 längere Zeit als evangelisches Gotteshaus. Unter Kaspar I. von Nostitz-Tzschocha wurde das Kirchengebäude umgebaut. Kaspar I. war Söldnerführer des Deutschen Ordens im Dreizehnjährigen Krieg, später Hauptmann von Görlitz und Bautzen. Die Kirche war die Familienkirche derer von Nostitz. Bis 1910 hatte sie einen hölzernen Altar, der zwischen 1570 und 1572 gestaltet worden war. Er zeigte die Familie von Nostitz während der Heiligen Kommunion. Heute befindet sich der Altar im Museum Kaisertrutz in Görlitz.
Die Kirche enthält mehrere Grabtafeln und Epitaphien aus dem 17. und 18. Jahrhundert, die an der Außenseite der Kirche eingemauert sind. Bemerkenswert sind sie, weil sie nicht nur die Geburts- und Todesdaten enthalten, sondern auch Angaben über das Leben des jeweiligen Verstorbenen. In der Außenmauer der Kirche befindet sich auch ein Mausoleum, das allerdings nicht mehr zugeordnet werden kann.

## Nachweise
Verewigt in der Kirchenmauer. In: Wochenblatt. 7. April 2025, abgerufen am 7. Mai 2025.